# Otonephelium stipulaceum
Otonephelium es un género monotípico de planta fanerógama perteneciente a la familia Sapindaceae. Su única especie: Otonephelium stipulaceum, es originaria de la India.

## Taxonomía
Otonephelium stipulaceum fue descrita por (Bedd.) Radlk. y publicado en Sitzungsberichte der Mathematisch-Physikalischen Classe (Klasse) der K. B. Akademie der Wissenschaften zu München 20:. 1890.
Sinonimia
- Nephelium stipulaceum Bedd.[3]